# Mais dans la lumière
Singles de Mike Brant
Un grand bonheur
(1970) Mr Schubert I Love You
(1971)
Mais dans la lumière est une chanson du chanteur israélien Mike Brant, écrite et composée par Jean Renard. Elle est sortie en 45 tours en octobre 1970 et figure sur son premier album Mike Brant.
La chanson atteint notamment la première position du hit-parade israélien, devenant le deuxième single numéro dans le pays d'origine du chanteur après Laisse-moi t'aimer. En France, le 45 tours s'est écoulé à plus de 100 000 exemplaires. Avec Mais dans la lumière, Mike Brant remporte le premier prix national et le grand prix international du concours grand prix RTL de la chanson le 28 octobre 1970 à Luxembourg,,.

## Postérité
Dans les années 2000, l'introduction de Mais dans la lumière fait l'objet de plusieurs échantillonnages dans le genre hip-hop, notamment  par le groupe Wu-Tang Clan dans le titre Preservation en 2005 ainsi que par le rappeur américain Eminem en collaboration avec Dr. Dre et 50 Cent sur Crack a Bottle en 2009,,,.

## Liste des titres
| 1. | Mais dans la lumière | Jean Renard | 3:40 |
| 2. | Et je suis heureux   | Jean Renard | 3:20 |

## Crédits
- Mike Brant – chant
- Jean Renard – paroles, musique, réalisation
- Jean-Claude Vannier – chef d'orchestre
- Jean-Claude Charvier – ingénieur du son
- Patrice Quef – ingénieur du son adjoint
- Gérard Bousquet – photographie

Crédits adaptés de la pochette.

## Classements
| Classement (1970–71)                    | Meilleure position |
| --------------------------------------- | ------------------ |
| Allemagne de l'Ouest (Media Control)    | 34                 |
| Belgique (Wallonie Ultratop 50 Singles) | 2                  |
| France (IFOP)                           | 6                  |
| Israël (IBA)                            | 1                  |
| Pays-Bas (Nederlandse Top 40)           | 63                 |
| Québec (Palmarès francophone)           | 30                 |

| Classement (1970) | Position |
| ----------------- | -------- |
| France (SNEP)     | 41       |
| Israël (IBA)      | 27       |

## Historique de sortie
| Pays                 | Date         | Label    |
| -------------------- | ------------ | -------- |
| France               | octobre 1970 | CBS      |
| Allemagne de l'Ouest | 1970         | CBS      |
| Canada               | 1970         | Gamma    |
| Israël               | 1970         | CBS      |
| Portugal             | 1970         | Alvorada |